# SV 1883 Schwarza
SV 1883 Schwarza is een Duitse sportclub uit Rudolstadt, Thüringen, meer bepaald in het stadsdeel Schwarza. De club is actief in onder andere aerobics, badminton, baseball, biljart, fitness, voetbal, gewichtheffen, judo, kegelen, zeilen, zwemmen, langlaufen, danzen, tafeltennis, turnen en volleybal.

## Geschiedenis
De club werd op 7 juli 1883 opgericht als Turn-Verein in Schwarza. Na de Tweede Wereldoorlog werden alle Duitse sportclubs ontbonden. De club werd heropgericht en nam eind jaren veertig de naam BSG Chemie Rudolstadt aan en in 1958 werd het BSG Chemie Schwarza. Na de Duitse hereniging werd op 27 juni 1990 de huidige naam aangenomen.

### Voetbal
In 1957 promoveerde Schwarza naar de Bezirksliga dat toen de vierde klasse was. In 1960 stootte de club door naar de II. DDR-Liga en speelde daar tot 1963 toen de competitie opgeheven werd. Na ongeveer een decennium in de Bezirksliga promoveerde de club in 1973 naar de DDR-Liga. Chemie was niet kampioen geworden maar omdat BSG Wismut Gera II en FC Carl Zeiss Jena III niet konden promoveren ging Schwarza in hun plaats. Na één seizoen moest de club echter alweer een stapje terugzetten. Chemie keerde nog terug voor de seizoenen 1975/76 en 1978/79, maar kon nooit het behoud verzekeren.
In 1990 fuseerde de club met FC Einheit Rudolstadt, maar deze fusie werd in 1993 ongedaan gemaakt. De club begon onderaan de ladder en speelt nog steeds in de laagste reeksen.